# باتريشيا دوبوز دونكان
باتريشيا دوبوز دونكان (بالإنجليزية: Patricia DuBose Duncan)‏ هي فنانة أمريكية، ولدت في 1932.